# 泰京銀行
泰京银行是泰国国有商业银行，成立于1966年，总部设在曼谷宛他那县。最大股东是泰国财政部，通过金融机构发展基金（英語：Financial Institutions Development Fund）持有61,840亿股，占比55.31%。
泰京银行也是泰国政府项目的金融支持渠道，向相关执行企业提供贷款，支持泰国政府的发展企划。泰国政府机构亦大多借由泰京银行账户收付款。

## 历史
泰京银行创立于1966年3月14日，由植业银行（ Thanakhan Kaset）和泰丰银行（ Thanakhan Monthon Lae Krungthai）两家国营银行合并成立。其徽章是一只迦陵频伽神鸟（ปักษาวายุภักษ์），是佛经传说中的诵经半人鸟，亦是泰国财政部的标志。
1989年8月2日，泰京银行在泰国证券交易所上市，是首家上市的泰国国营企业。
2016年，全球金融杂志将泰京银行评选为泰国年度最佳贸易融资供应商。这一奖项主要考察交易量、全球覆盖范围、客户服务、竞争性价格和创新技术的情况，根据行业分析师、企业高管和技术专家的意见颁发。
截至2017年2月，泰京银行在泰国国内有1,210家分行，是泰国分行数量最多的银行。
2018年1月，推出数字钱包应用「Paotang」，支持移动支付和接收政府项目款项。泰京银行计划在2023年推出基于「Paotang」的数字贷款服务。

## 海外分支
泰京银行在柬埔寨的金边、暹粒设有分行和支行，在老挝万象、印度孟买设有分行，在中国昆明、美国洛杉矶和新加坡设有批发银行分行。